# Žuč
Žuč (cyr. Жуч) – wieś w Serbii, w okręgu toplickim, w gminie Kuršumlija. W 2011 roku liczyła 170 mieszkańców.